# Максим (Кроха)
Архієпи́скоп Макси́м (Борис Іванович Кроха; 25 грудня 1928,  с. Чернігівка, Давлекановський район, Башкирія — 27 лютого 2002, Могильов) — архієрей Російської православної церкви: єпископ Аргентинський та Південноамериканський (1972—1973), єпископ (від 1984  — архієпископ) Омський та Тюменський (1974—1986), архієпископ Тульський та Бельовський (1986—1989), архієпископ Могилевський та Мстиславський (1989—2002).

## Життєпис
Народився в родині репресованого селянина. 
1947  — поступив до Лєнінградської духовної семінарії. 
24 серпня 1949  —  пострижений на чернецтво. 
17 квітня 1950  —  рукопокладений в ієродиякона. 
1951  — поступив до Лєнінградської духовної академії. 
24 вересня 1954  — рукопокладений в ієромонаха. 
1955  — закінчив академію зі ступенем кандидата богослов’я. 
Служив у Лєнінградській, Ярославській та Мінській єпархіях. 
1958  — 1963  — викладав у Мінській духовній академії; був благочинним Жировицького монастиря. 
1962  — возведений в сан архімандрита. 
1965  — закінчив аспірантуру при Московській духовній академії. 
1965  — 1972 настоятель Свято-Духівського катедрального собору в Мінську та голова єпархіальної ради. У тому ж році супроводжував архієпископа Харківського та Богодухівського Никодима (Руснака), що виконував обов’язки Патріаршого Екзарха у Центральній та Південній Америці в його поїздці в Аргентину для відвідування приходів Південноамериканського екзархата. 
26 березня 1972  — хіротонія в єпископа Аргентинського та Південноамериканського. 
15 грудня 1973  — звільнений від управління Аргентинською єпархією і відправлений на покій. 
26 грудня 1974  — призначений єпископом Омським та Тюменським. 
7 вересня 1984  — возведений в сан архієпископа. 
29 липня 1986  — архієпископ Тульський та Бельовський. 
6 липня 1989  — призначений архієпископом Могилевським та Мстиславським. 
27 лютого 2002  — помер. Похований на території жіночого Нікольського монастиря, якому заповідав свою бібліотеку. 

## Публікації
- «Символ виноградника в Свящ. Писании Ветхого Завета (опыт исследования отдельных мест Св. Писания)». (Кандидатское сочинение).
- «Юбилейные торжества в Св.-Успенском монастыре в Жировицах» // ЖМП. — 1970. — № 9. — С. 26—27.
- Речь при наречении во епископа Аргентинского и Южноамериканского // ЖМП. — 1972. — № 5. — С. 17—20.
- Послание клиру и мирянам Омской епархии в связи с празднованием Собор Сибирских святых|Собору Сибирских святых 10/23 июня 1984 года // ЖМП. — 1984. — № 12. — С. 25.
- Служба собору сибирских святых. Минея за (июнь), изд. 1985 г.
- Служба архиепископу Иннокентий (Вениаминов)|Иннокентию, митрополиту Московскому и Коломенскому, апостолу Сибири и Америки. // Минея за март, изд. 1984 г.

## Нагороди
- Орден святого рівноапостольного Володимира II ступеню.
- Орден преподобного Сергія Радонезького
- Орден благовірного князя Данила Московського II ступеню.